# کانورسیکا

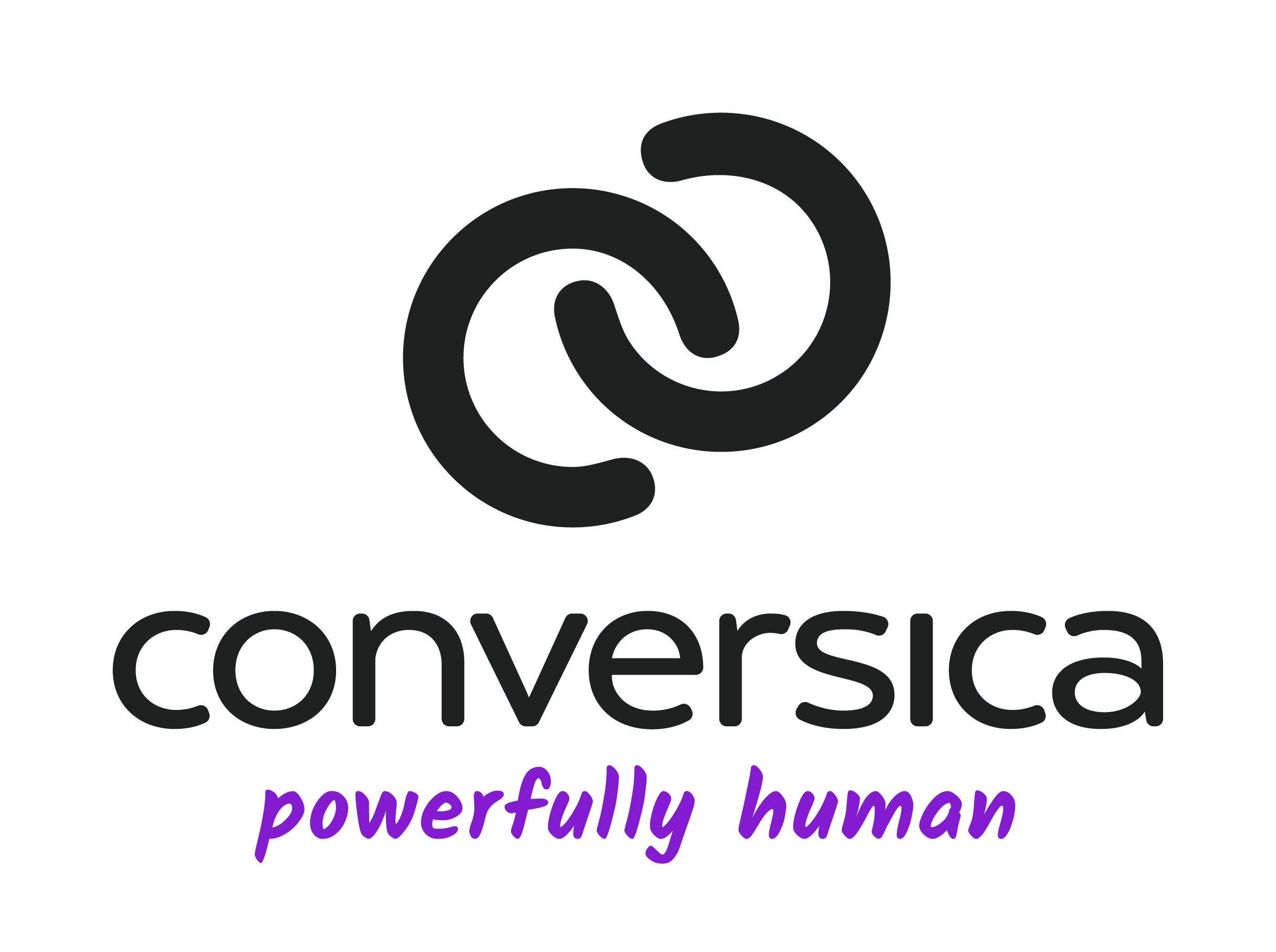

کانورسیکا (به انگلیسی: Conversica) یک شرکت آمریکایی مبتنی بر تکنولوژی نرم‌افزاری ابری است. این شرکت مجموعه ای از دستیاران مجازی هوشمند (به انگلیسی: intelligent virtual assistant) (مخفف IVA) را برای کسب و کار، ارائه می‌دهد و تأکید آن روی عملکردهای تجاری مبتنی بر «تجربهٔ مشتری» (مثل بازاریابی، فروش، موفقیت مشتری، مدیریت حساب، و پرداخت) است. دستیاران مجازی هوشمند (IVA) به کمک هوش مصنوعی، با رهبران و مشتریان به صورت انسانی تعامل دارند، درست مثل یک کارمند که با مشتریان ارتباط دارد. نرم‌افزار IVA به کار رفته می‌تواند با چندین کانال با مشتریان و رهبران ارتباط برقرار کند، که شامل ایمیل، پیام‌های متنی پیامکی، می‌شود، قابل ذکر است که این تعامل‌ها به چندین زبان طبیعی قابل انجام است. شرکت کانورسیکا در زمینهٔ ایجاد نرم‌افزارهای با وظیفهٔ رهبری مبتنی بر هوش مصنوعی، برای سازمان‌های بازاریابی و فروش پیشتاز می‌باشد. دفتر مرکزی کانورسیکا در شهر فوستر سیتی کالیفرنیا، و در «سیلیکون ولی» قرار دارد.